# Tinia

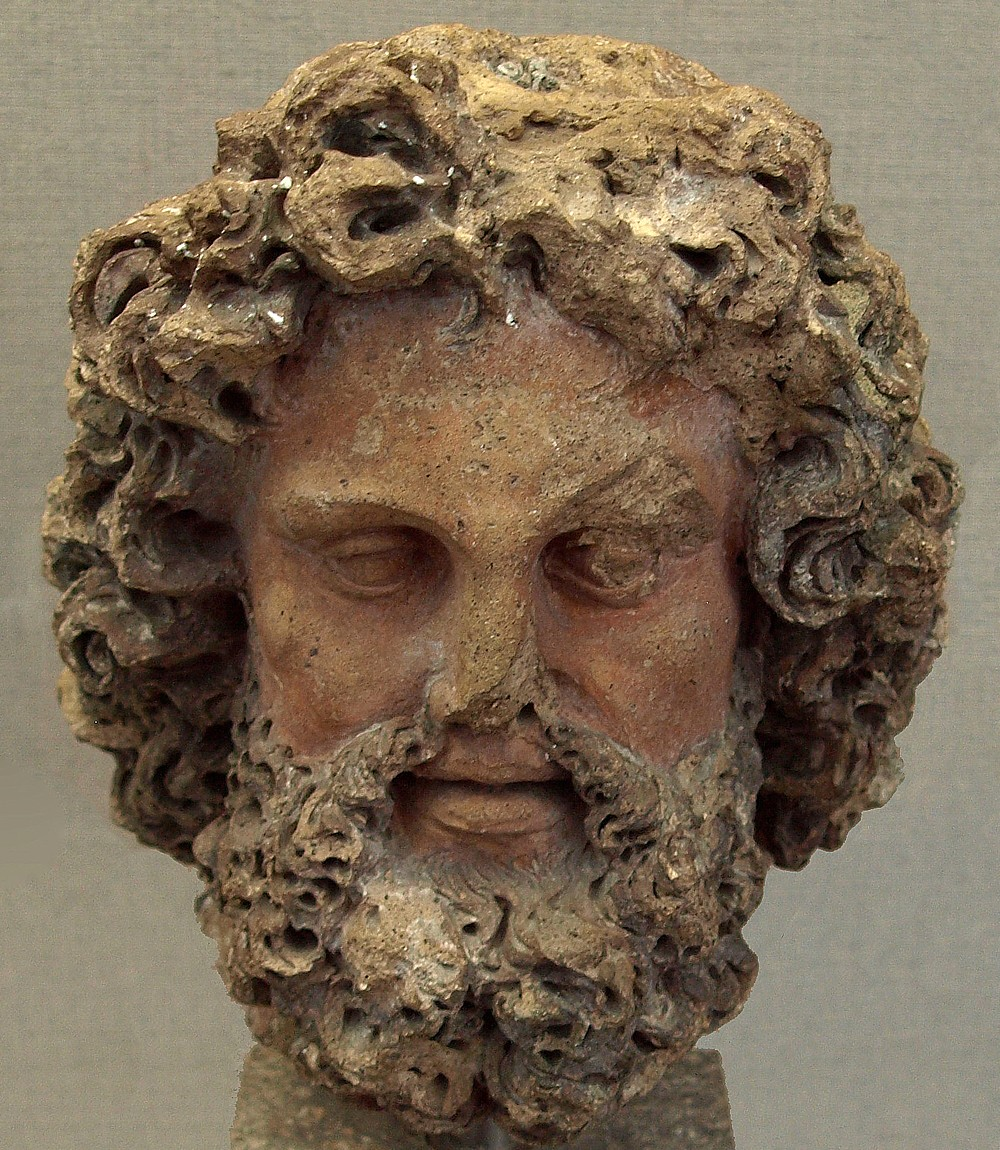
Tinia. 300-250 a.C., terracotta, Monaco di Baviera

Tinia o Tin (secondo alcune versioni d'epoca romana si registra anche Tunia) è la più importante divinità etrusca, marito di Thalna o di Uni, corrisponde allo Zeus greco o al Giove romano.
Da Tarquinia e dal suo territorio (Ferento) provengono le più antiche iscrizioni votive per Tinia, apposte su frammenti di bucchero.
Non sono stati identificati con sicurezza i suoi luoghi di culto. Solo recentemente, a Tarquinia, è stata rinvenuta una parte di trono imperiale con dedica a Giove (Tinia) appartenente al grande tempio detto "Ara della Regina", dinanzi al quale si svolgevano i ludi.

## Descrizione
Insieme alle due dee, sua moglie Uni (rispettivamente la romana Giunone e la greca Era) e la loro figlia Menrva (la romana Minerva e la greca Atena), formava la più alta trinità o triade del pantheon della mitologia etrusca, a cui erano dedicati tre templi e tre porte nelle città etrusche. Il dio romano Giove e il padre greco degli dei Zeus sono considerati i suoi omologhi. La sua posizione elevata è spesso sottolineata nelle raffigurazioni dal fatto che siede su un trono. Come nella mitologia greca, Tinia era il padre con Uni di Hercle. 
Come dio del cielo, dei fulmini e della luce, oltre che della vegetazione, governava, secondo la tradizione romana, il consiglio di dodici divinità poi chiamato dai Romani Dei Consentes. Secondo la dottrina etrusca del fulmine, la volta celeste era divisa in 16 settori dai quali gli dei del fulmine scagliavano le loro saette. Tinia abitava tre settori adiacenti, uno a nord-est, positivo per gli esseri umani, e due a nord-ovest, considerati la parte più infausta del cielo. Anche l'ingresso agli inferi si trovava in questa direzione.
A differenza di Zeus e Giove, non era l'unico signore dei fulmini. Anche altre divinità del mondo etrusco ne facevano uso. Tinia, tuttavia, aveva fulmini speciali con un enorme potere distruttivo. Solo uno di essi, il più debole, poteva essere usato a sua discrezione. Per il secondo tipo con maggiore effetto, doveva ottenere prima l'approvazione del Consiglio dei Dodici. Quando usava il terzo tipo con un effetto incalcolabile, doveva addirittura chiedere il permesso ai Dei involuti, quei poteri del destino superiori agli dei. Il compito degli interpreti dei fulmini era quello di leggere la volontà della divinità.
Tuttavia, l'attributo principale, il fulmine, assume talvolta l'aspetto di un frutto, soprattutto nelle raffigurazioni più tarde, sottolineando così la funzione di Tinia come divinità della fertilità e della terra. Fu soprattutto in questa veste che venne venerato dai Romani come una delle poche divinità etrusche, in particolare come patrono della viticoltura, e la sua statua si trovava presso il Vicus Tuscus ("Strada degli Etruschi").

## Problemi interpretativi

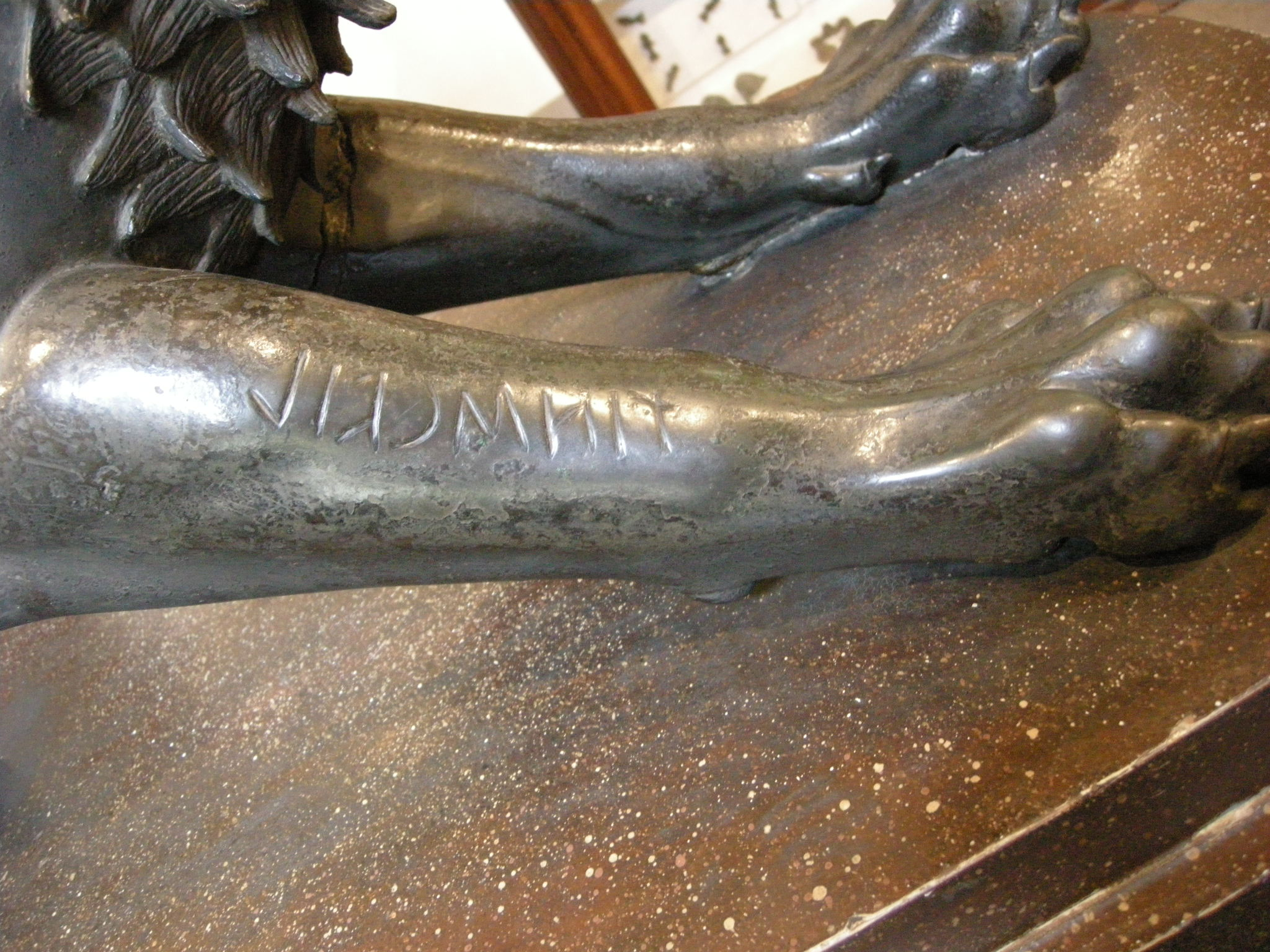
Incisione dedicatoria a Tinia, dalla Chimera di Arezzo. Vi si legge TINSCVIL o TINS'VIL che possiamo tradurre con donata a Tin.

In Tinia, le caratteristiche di un dio del cielo o del tempo e quelle di un dio ctonio della vegetazione si uniscono agli aspetti dell'ultraterreno, una situazione tipica della religione etrusca, una religione profetica di rivelazione che enfatizza la stretta connessione tra le due sfere. Inoltre, le caratteristiche greche si uniscono a quelle locali etrusche e, più tardi, a quelle romane, poiché già nell'VIII e VII secolo a.C. la cultura greca, latina ed etrusca erano strettamente connesse e i primi re di Roma erano etruschi (ad esempio quelli della famiglia di Tarquinio). Si deve anche supporre che soprattutto i Romani del periodo imperiale non abbiano più capito alcune cose di Tinia e lo abbiano in parte fuso o confuso con altre divinità, soprattutto con Vertumno, il cui culto giunse a Roma nel 264 a.C. e che in precedenza era stato la divinità suprema solo nel santuario principale Fanum Voltumnae che nonostante tutte le speculazioni su vari siti archeologici non è stato identificato con certezza fino ad oggi, e non era affatto il padre degli dei di tutti gli Etruschi..
Tipici del culto di Tinia sono gli altari per le libagioni, che in Grecia erano riservati al culto delle divinità ctonie, poiché l'offerta può penetrare nelle profondità della terra attraverso un'apertura nell'altare. Si è concluso che "l'iconografia enfatizza il dio del cielo, ma il culto enfatizza un antico dio mediterraneo della vegetazione". Va tenuto presente che l'etrusco non era una lingua indoeuropea e che l'origine degli Etruschi è ancora oggi controversa e probabilmente non è indoeuropea. In quanto dio del vino, Tinia sembra aver assunto anche le funzioni di Bacco, che Giove, a cui la viticoltura era inizialmente estranea, ha a sua volta ripreso da Tinia.
Il problema di fondo di tutte queste incertezze è che la nostra conoscenza moderna della religione etrusca si basa sulle affermazioni e sui resoconti di autori romani come Seneca o Ovidio, che risalgono a un'epoca in cui questa religione non esisteva più o esisteva solo in resti sovrapposti dai Romani, per cui è molto probabile che questi cronisti non comprendessero più e interpretassero male questa religione e il suo retroterra spirituale, che, come per molte religioni rivelate, era comunque relativamente inaccessibile. Anche le testimonianze scritte etrusche sono rare e di difficile interpretazione; i loro caratteri sono leggibili, ma la lingua stessa è ancora poco conosciuta.

## Rappresentazioni e dediche
Esistono numerose raffigurazioni di Tinia, di non facile interpretazione, soprattutto su specchi di bronzo, nella pittura vascolare e tombale e nelle sculture, per lo più statuette votive. In queste raffigurazioni, di solito è accompagnato da un fascio di fulmini, una lancia e uno scettro come attributi. In alcune raffigurazioni porta la barba folta, solo nel tardo periodo etrusco viene occasionalmente rappresentato come un giovane senza barba, il che potrebbe corrispondere all'aspetto del dio della vegetazione, cioè all'aspetto di Voltumna. Sul fegato bronzeo di Piacenza, la più importante rappresentazione della religione etrusca, Tinia è citato cinque volte in qualità di dio del fulmine e del destino.
Oltre ad alcuni riferimenti letterari per lo più tardivi, ad esempio nelle Metamorfosi di Ovidio, esistono soprattutto numerose brevi testimonianze epigrafiche, in particolare iscrizioni di consacrazione, ad esempio su specchi, o testi sacrificali, ad esempio sulla Chimera di Arezzo. Dalla Chimera di Arezzo leggiamo su un'incisione TINSCVIL o TINS'VIL che possiamo tradurre con donata a Tin.